# Srí Lanka vasúti közlekedése
Srí Lanka vasúthálózatának hossza 1449 km, 1676 mm nyomtávú. A vasúthálózatot a The Sri Lanka Railway, vagy más néven a Ceylon Government Railways üzemelteti.

## Vasúti kapcsolata más országokkal
Mivel Srí Lanka sziget, így nincs és nem is volt a vasútja más országokkal kapcsolatban, azonban több terv is született nemzetközi vasúti kapcsolatra.
A Srí Lanka és India vasútjainak összekötésére vonatkozó javaslat a mai napig még nem valósult meg, de a huszadik század nagy részében egy kombinált vonat-komp-vonat-járat (Boat Mail néven volt ismert) összekötötte Colombót és Chennait. 1894-ben a madrasi (Chennai) vasútügyi tanácsadó mérnök egy 35 km-es hidat javasolt, amely összekötné az országokat; tervrajzot és költségelemzést készítettek. A mannari vonal 1914-re megépült, hogy összekösse a Mannar-szigeten lévő Talaimannart a Srí Lanka-i szárazfölddel, és az indiai vasúthálózatot Dhanushkodiig meghosszabbították; az összekötő híd azonban nem épült meg.
A talaimannari és dhanushkodi vasútállomásokat összekötő kompjárat egészen az 1960-as évekig üzemelt, amikor egy ciklon elpusztította a dhanushkodi mólót és a vasútvonalat. A kompközlekedés a Srí Lanka-i polgárháborúig az indiai Rameshwaram végállomásról folytatódott. A 2000-es években ismét javaslatot tettek egy vasúti híd (vagy alagút) építésére, kiemelve a Colombo és Trincomalee kikötőinek Chennai-val való összeköttetésének előnyeit..